# Jerry A. Hausman
Pour les articles homonymes, voir Hausman.
Jerry Allen Hausman est un économiste américain né le 5 mai 1946. Il est connu pour avoir développé le test d'Hausman.

## Biographie
Après avoir étudié au Nuffield College à Oxford, il rejoint le Massachusetts Institute of Technology aux États-Unis en 1974.
En 2018, il devient conseiller scientifique de l'entreprise Teikametrics, spécialisée dans l'optimisation du commerce sur les plateformes en ligne.

## Distinctions
Il est lauréat de la médaille John-Bates-Clark en 1985 pour ses travaux en économétrie appliquée. Il est aussi lauréat de la médaille Frisch de l'Econometric Society.

## Publications
- (en) J. A. Hausman, « Specification Tests in Econometrics », Econometrica, vol. 46, no 6,‎ novembre 1978, p. 1251-1271 (JSTOR 1913827)
- Jerry A. Hausman, « An Econometric Life », Journal of Econometrics,‎ 2019 (DOI 10.1016/j.jeconom.2018.12.002)